# Kowalewo Pomorskie
Kowalewo Pomorskie este un oraș în Polonia.